# Бальтса, Агнес
Агнес Бальтса (также Бальца, греч. Aγνή Mπάλτσα, нем. Agnes Baltsa; род. 19 ноября 1944[…], Лефкас, Ионические острова) — греческая оперная певица, меццо-сопрано.
Обладает голосом широкого диапазона, с густым насыщенным тембром, виртуозно владеет вокальной техникой, наделена разносторонними актёрскими данными.

## Биография
С шестилетнего возраста училась игре на фортепиано. В 1958 году переехала в Афины, чтобы учиться пению. В 1965 году окончила греческую Национальную консерваторию. Продолжила обучение в Мюнхене, по стипендии Марии Каллас.
Дебютировала во Франкфуртской опере в 1968 году в партии Керубино в опере Моцарта «Женитьба Фигаро», затем в 1970 году выступила в Венской государственной опере в «Кавалере розы» Р. Штрауса (Октавиан) (позднее пела эту же партию на Зальцбургском фестивале в спектакле под управлением Герберта фон Караяна). С тех пор выступает преимущественно в Австрии.
Наиболее известна в качестве исполнительницы партии Кармен в одноимённой опере Бизе. Пела в операх Моцарта («Так поступают все»), Россини («Севильский цирюльник», «Золушка», «Итальянка в Алжире»), П. Масканьи («Сельская честь»), Сен-Санса («Самсон и Далила»), Верди («Аида», «Сила судьбы», «Трубадур», «Дон Карлос»), Беллини («Капулетти и Монтекки») и Доницетти («Колокольчик», «Мария Стюарт»).
Она также снялась в австрийском телефильме «Дуэт» в 1992 году в роли оперной певицы.
Пение Бальтса отличается особым темпераментом, экспрессией.

## Дискография
Имеет обширную дискографию. В числе записей заглавные партии в «Кармен» (Deutsche Grammophon, дирижёр Ливайн), «Самсоне и Далиле» (Philips, дирижёр Дэвис), одна из лучших версий оперы «Итальянка в Алжире» (Изабелла, дирижёр Аббадо, Deutsche Grammophon), партия Ромео в «Капулетти и Монтекки» (дирижёр Мути, EMI).